# 大地讃頌事件
『大地讃頌事件』（だいちさんしょうじけん）は、「大地讃頌」がジャズ・バンドのPE'Z（ペズ）によって編曲されCDとしてリリースされたことに対し、作曲者の佐藤眞が著作権法上の編曲権および同一性保持権の侵害であるとして差止請求を申し出、バンド側がレコードの出荷停止、以後の演奏の中止を表明したことで、作曲者側も訴えを取り下げた、という事例である。

## 概要
「大地讃頌」は、大木惇夫の作詞、佐藤眞の作曲によるカンタータ『土の歌』の最終曲である。現在入手できる『土の歌』の楽譜は1983年に初版、2001年に改訂初版として出版されているもので、「大地讃頌」に関しては、合唱パートについてさしたる変更はない。
「大地讃頌」は日本の合唱界で親しまれ、多くの人々に感銘を与えた。同曲をカバーしたジャズ・バンドPE'Zのメンバーらも同様である。メンバーらは中学生の頃に合唱コンクールで「大地讃頌」に出会って感銘を受けており、ジャズ・アレンジ版を作って従前からライブで演奏していた。さらに、東芝EMI（現ユニバーサル ミュージック）から、2003年11月19日に同曲を表題曲とするシングルを、同年12月10日に同曲を収録したアルバム『極月-KIWAMARI ZUKI-』を発売した。
これらの作品の発売に際し、東芝EMIは「大地讃頌」の著作権を管理している日本音楽著作権協会に録音使用料を支払い、適正な権利処理の手続を経た上で「大地讃頌」をCDに収録した。しかし、「大地讃頌」の作曲者である佐藤眞（合唱用の諸版の編曲者でもある）は東芝EMIに対し、PE'Zのカバーが佐藤の「著作権法上の編曲権と同一性保持権を侵害するものである」として、2004年2月18日に東京地方裁判所へCDの販売停止と「大地讃頌」の演奏禁止を求め、仮処分命令を申請した。佐藤は、PE'Zの「大地讃頌」発売直前の2003年11月、東芝EMIに販売を取りやめるよう通告していた。佐藤は自身の作品の編曲をそれまでも認めていない。
東芝EMIは、「PE'Zは『大地讃頌』を演奏したのであり、別の曲に改変したのではない。楽曲の演奏にアレンジが加わるのは当然。演奏者にも演奏の自由がある」と主張し、法的に争う姿勢を示した。というのも、原曲と異なる編曲を施す場合であっても、編曲権者（一般的には音楽出版社）からの許諾は不要であるという認識が当時の音楽業界では一般的だったためである。
そもそも、日本音楽著作権協会は編曲権および同一性保持権について管理する立場にない。しかし日本音楽著作権協会は、上演権や録音権の行使にあたっては、使用料の支払いによって自動的に利用者に許可を出している。このことは、本件のようなカバー曲でも同様であり、日本音楽著作権協会を通じて権利を処理することによって、その曲を演奏し録音する許可が得られる。その曲の編曲については、作品利用者側の裁量の範囲内であるという了解が、音楽業界の制作現場の権利感覚としては一般的であった。そのため、日本音楽著作権協会に信託した作品に関して、同一性保持権を盾に著作者から抗議を受けた東芝EMIは困惑を隠しきれなかった。東芝EMI法務部は、日本音楽著作権協会を通じて「大地讃頌」を使用する許諾は得た。この手続きだけでカバーが進められる例は少なくない。「法的に問題になった例はないのでは」というのが東芝EMIの認識であった。
しかし、東芝EMIは本件について訴訟の場で争うことを断念し、同曲が収録されたシングル「大地讃頌」とアルバム『極月-KIWAMARI ZUKI-』のCDを自主的に出荷停止にした。レンタルCDについても回収した。この措置により、裁判は和解した。
アルバムについては、「大地讃頌」を「A Night in Tunisia 〜チュニジアの夜〜」（それまでのアルバムに未収録の楽曲）に差し替え、2004年に再発売された。

## 原曲とPE'Zのカバーの差異
原曲では4分の4拍子が、PE'Zのカバー版では8分の12拍子に変更され、各所で変奏的なパートが追加されている。パートの追加は楽曲の終局部において顕著であり、原曲の終局部をさらに延伸させ、独自の曲想によって構成している。なお、シングル盤にはラジオ放送などで使用されることを意識した短縮版も収録されており、こちらはより原曲に近い構成となっていた。
全般に、ジャズという分野であることを踏まえるならば、原曲の旋律は比較的忠実に保持しつつ、拍子の変更によってブルース由来のスウィング感を醸し出すことを狙った編曲といえる。ポピュラー音楽であることを踏まえれば、構成・旋律ともに、原曲に忠実な部類のカバーであるとみることができる。

## 法的問題
本件は、音楽業界のそれまでの慣習ではなく、あくまでも著作権法に基づき提起された争訟である。そのため佐藤は、著作権法第20条第1項（同一性保持権）および第27条（翻案権）を根拠として東芝EMI側の不法行為を訴追した。もしこの訴訟が取り下げられていなければ、多少の微妙な点はあるにせよ、最終的には佐藤側の主張に正当性が認められることとなったとする見解がある。
ただし、その「微妙な点」が何かといえば、それは著作権法第20条第2項第4号で置かれている制限規定に関連する問題である。本件は取り下げという結果となったが、仮に裁判で争われた場合、PE'Zの「大地讃頌」が、この著作権法第20条第2項第4号で規定される「著作物の性質並びにその利用の目的及び態様に照らしやむを得ないと認められる改変」に妥当するか否かが、争点の一つとなりえたとされる。
楽譜をそのままに演奏することが通例であるクラシック音楽の作品が、楽譜と演奏との間に差異を持ち込む演奏慣習を特徴とするジャズによって「改変」されることが、この「やむを得ないと認められる改変」に該当するかどうか、日本の裁判では争われたことがない。もし本件が裁判にまで発展していたならば、著作者である佐藤の「一切の編曲を禁じている」という意思が重視されることとなるのは必至である。東芝EMIが音楽業界の商慣習によらず、法的な争いを避けたのは、予想される裁定からすれば妥当な判断であったともいえる。

## 外部の意見
本件について、佐藤支持者とPE'Z支持者のいずれからも、裁判ではっきり結論を出してほしかったという声が挙がった。東芝EMIは争う構えであったが、PE'Zが「作曲家への敬意を表したつもりが、逆に不愉快な気持ちを与えてしまったのなら……」と佐藤側の主張を尊重する姿勢だったため、東芝EMIもPE'Zの意見を尊重し、出荷停止に至った。しかし、この結論が出た後にも「訴訟になって『音楽とは何か』をきちんと明文化できた方がよかったかもしれない」という声が、佐藤およびPE'Zの支持者それぞれに残った。